# Wathose

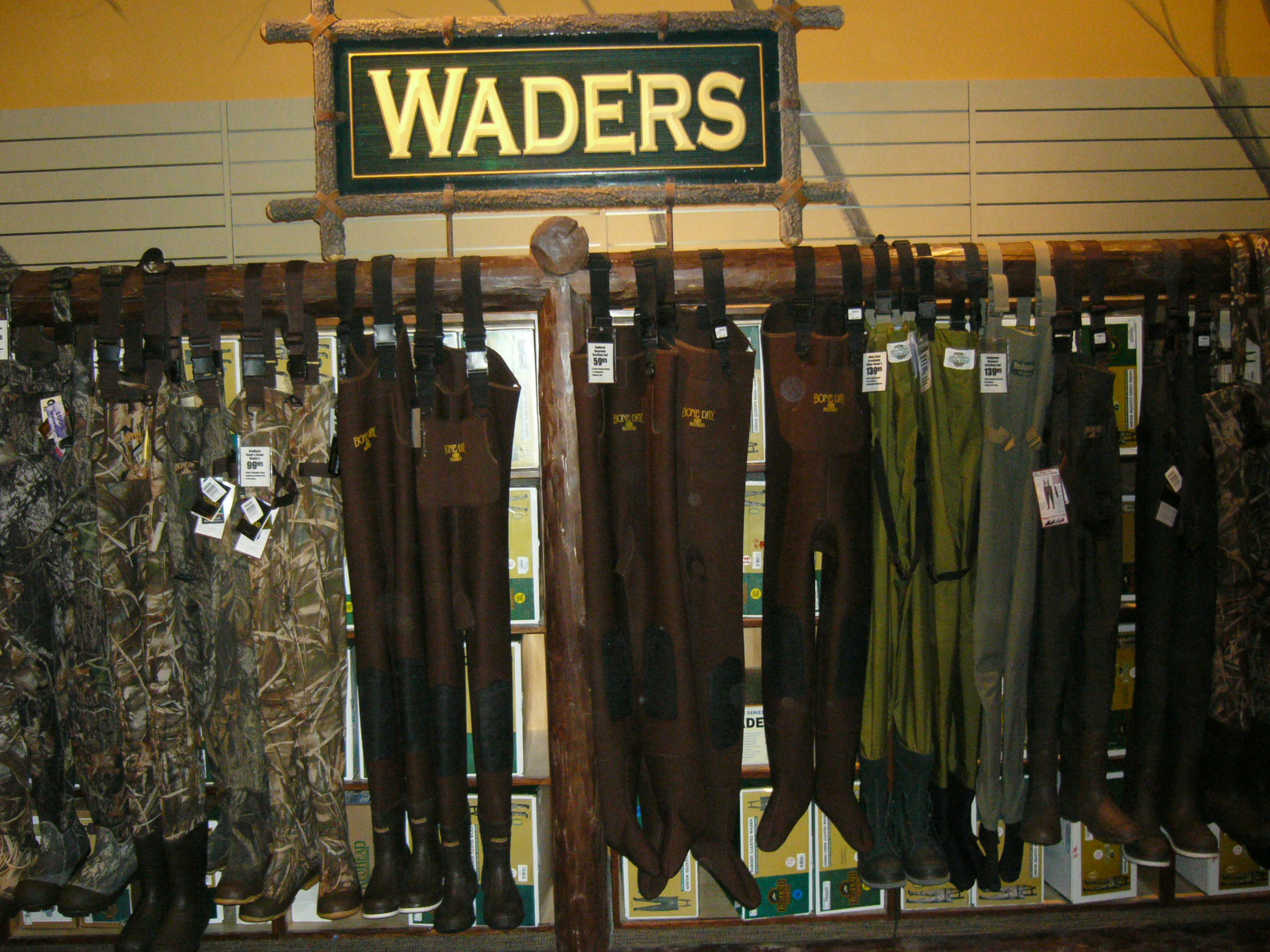
Tarnfarbene Wathosen für Fischer

Eine Wathose (von althochdeutsch waten „schreiten, vorwärtsdringen (besonders im Wasser)“) ist ein Kleidungsstück, das von verschiedenen Berufsgruppen (u. a. Feuerwehrleute, Fischer, Bauarbeiter) dazu verwendet wird, in trockener Kleidung längere Zeit in Gewässern zu arbeiten. Die Wathose besteht dabei aus einem Teilkörperanzug aus PU-gedichtetem Nylon-Gewebe, PVC-Folie oder Neopren, der entweder bis zur Hüfte oder bis zur Brust den Körper vor Wasser schützt. An den Beinen ist die Wathose fest, wasserdicht und  mit stabilen Gummistiefeln der Schutzstufe S5 HRO nach DIN EN 345-1 vernäht bzw. verschweißt. Der Hüftbund und eine eventuell höhere obere Öffnung des Rumpfteils der Wathose kann durch einen meist verstellbaren Gummizug so eng an den Körper angelegt werden, dass spritzendes oder schwappendes Wasser kaum eindringen kann. Eine Wathose hat immer Hosenträger, die sich am Rücken überkreuzen können. Eine Regenjacke, darüber getragen, hilft, die Wathose bei Regen oder starkem Spritzwasser innen trocken zu halten.
Zu Unrecht wird gelegentlich behauptet, dass die Wathose sich mit Wasser füllen und so den Träger unter Wasser ziehen könne. Dies ist jedoch physikalisch durch Schwerkraft nicht möglich, da das Wasser in der Wathose keine größere Dichte hat als das Wasser im Gewässer. Es kommt in diesem Fall also zu keiner zusätzlichen nach unten wirkenden Kraft. Gefahr besteht aber, wenn man mit dem Oberkörper ins Wasser eintaucht. Der Auftrieb durch Luft innerhalb der Wathose kann die Beine an die Wasseroberfläche auftreiben, was im Gegenzug den Oberkörper unter Wasser hält. Ebenfalls dürfen Wathosen nicht in Fließgewässern eingesetzt werden, da sie sich wie ein Sack mit Wasser füllen können und den Träger sehr hoher Strömungskraft aussetzen und mit der Strömung mitreißen. Weiterhin ist Vorsicht geboten, da eine mit Wasser gefüllte Wathose eine höhere Angriffsfläche für strömendes Wasser bietet als eine eng anliegende. Dies gilt zum Beispiel beim Durchqueren unerwartet tiefer Priele bei Wattwanderungen. Hier kann es zu lebensbedrohenden Situationen kommen. Bei sehr geringer Strömung kann eine unter Zug lösbare Sicherungsleine am Sicherungsgurt zweckmäßig sein.
Der Wathose ähnlich, jedoch nur bis zum Schritt reichend, sind die Watstiefel. Darüber hinaus gibt es spezielle Watschuhe. Sie haben in der Regel eine Filz- oder Gummisohle und gewährleisten beim Tragen von Füßlingen einen sicheren Stand.